# Alexandre Iddir
Alexandre Iddir (* 21. Februar 1991 in Villepinte) ist ein französischer Judoka. 2014 und 2021 gewann er Bronze bei den Europameisterschaften.

## Sportliche Karriere
Der 1,84 m große Iddir trat von 2009 bis 2016 im Mittelgewicht an, der Gewichtsklasse bis 90 Kilogramm. 2010 war er Fünfter der Junioren-Europameisterschaften und Siebter der Junioren-Weltmeisterschaften. 2011 belegte er den fünften Platz bei der Universiade in Shenzhen. 2013 siegte er bei den französischen Meisterschaften und gewann Bronze bei den U23-Europameisterschaften. Bei den Europameisterschaften 2014 in Montpellier unterlag er im Halbfinale dem Russen Kirill Woprossow, im Kampf um Bronze bezwang er den Schweden Joakim Dvärby. Die Europameisterschaften 2015 wurden im Rahmen der Europaspiele 2015 in Baku ausgetragen. Iddir schied im Achtelfinale gegen den Türken Mikail Özerler aus. Im Mannschaftswettbewerb siegte Iddir mit der französischen Equipe. Beim Grand-Slam-Turnier in Paris unterlag er im Oktober 2015 im Finale dem Georgier Warlam Liparteliani. Im Februar 2016 erreichte er erneut das Finale, nachdem er im Viertelfinale gegen Liparteliani gewonnen hatte, diesmal verlor er im Finale gegen den Japaner Daiki Nishiyama. Zweieinhalb Monate später belegte Iddir den fünften Platz bei den Europameisterschaften 2016 in Kazan. Bei den Olympischen Spielen in Rio de Janeiro unterlag er im Viertelfinale dem Japaner Mashu Baker. Nach seiner Niederlage in der Hoffnungsrunde gegen den Schweden Marcus Nyman belegte Iddir den siebten Platz.
Im November 2016 gewann Iddir den französischen Meistertitel im Halbschwergewicht, der Gewichtsklasse bis 100 Kilogramm, 2017 und 2018 siegte er ebenfalls. 2018 gewann Iddir eine Bronzemedaille bei den Mittelmeerspielen in Tarragona. 2021 unterlag Iddir im Viertelfinale der Europameisterschaften in Lissabon dem Georgier Warlam Liparteliani, erkämpfte sich danach aber mit Siegen über den Portugiesen Jorge Fonseca und den Georgier Ilia Sulamanidse eine Bronzemedaille. Bei den Weltmeisterschaften in Budapest erreichte er den siebten Platz. Anderthalb Monate später schied er bei den Olympischen Spielen in Tokio in seinem Auftaktkampf gegen den Aserbaidschaner Zelym Kotsoiev aus.